# Legge di Wiedemann-Franz
In fisica, la legge di Wiedemann-Franz afferma che il rapporto tra la conducibilità termica (K) e la conducibilità elettrica (σ) di un metallo è proporzionale alla sua temperatura 
(T) :
{\displaystyle {\frac {K}{\sigma }}=LT}
La costante di proporzionalità L, detta numero di Lorenz, vale
{\displaystyle L={\frac {K}{\sigma T}}={\frac {\pi ^{2}}{3}}\left({\frac {k_{B}}{e}}\right)^{2}=2.44\times 10^{-8}\,\mathrm {W\,\Omega \,K^{-2}} }.
È una legge empirica, che prende il nome da Gustav Wiedemann e Rudolph Franz, i quali nel 1853 scoprirono che K/σ ha approssimativamente lo stesso valore, a parità di temperatura, in metalli diversi. La proporzionalità di K/σ con la temperatura fu scoperta da Ludvig Lorenz nel 1872.
Qualitativamente, questa relazione si basa sul fatto che sia il calore sia la corrente sono dovuti al moto degli elettroni liberi nel metallo. La conducibilità termica cresce come la velocità media delle particelle, da cui dipende il trasporto di energia. La conducibilità elettrica, invece, diminuisce all'aumentare della temperatura (e quindi dell'agitazione degli elettroni) perché le collisioni tra gli elettroni hanno l'effetto di diminuire il flusso delle cariche elettriche.
Per dimostrare la legge di Wiedemann-Franz si può utilizzare l'equazione di Boltzmann per gli elettroni. Essa mostra che, se gli elettroni sono diffusi unicamente a causa di impurità (e dunque non cambiano la loro energia dopo una collisione), vale la legge di Wiedemann-Franz.
Se invece gli elettroni interagiscono tra loro, o con dei fononi, o comunque se sono coinvolti in collisioni anelastiche, la legge di Wiedemann-Franz non è più applicabile.
A temperatura ambiente, le collisioni con delle impurità diventano dominanti durante il flusso di cariche, e la legge di Wiedemann-Franz è valida.
Paul Drude (intorno al 1900) notò che la descrizione del fenomeno della conducibilità può essere generalizzata. Si possono cioè formulare in modo abbastanza simile le conducibilità elettrica, termica, ionica etc.
Sebbene la descrizione fenomenologica non risulti corretta per gli elettroni di conduzione, essa è utile come loro trattazione preliminare.